# Adolfovice
Adolfovice (niem. Adelsdorf) – wieś, część gminy Bělá pod Pradědem, położona w kraju ołomunieckim, w powiecie Jesionik, w Czechach.
We wsi znajdują się pozostałości gródka z XIV w.

## Urodzeni w Adolfovicach
- Gustav Parg (1877–1954), nauczyciel[2]